# Kale Browne
David Charles Browne, conocido por Kale Browne, es un actor estadounidense nacido el 16 de junio de 1950 en San Rafael, California. Contrajo matrimonio en Nueva Inglaterra con la actriz Karen Allen. Estuvo casado con ella del 1 de mayo de 1988 hasta su lamentable divorcio, en 1998, y con ella tuvo un hijo, Nicholas, el cual nació el 14 de septiembre de 1990.
Entre otras cosas, Kale Browne originó el papel de gran potencia: el abogado Sam Rappaport en "One Life to Live", en abril de 1998.
Browne anteriormente desempeñó el papel de Michael Hudson en "Otro mundo". Asimismo fue el protagonista de la película para la televisión ganadora del premio Emmy "La guerra entre las clases" y ha sido invitado estrella en más de 35 series de televisión, incluyendo "Matlock", "The Cosby Misterios", "LA Law", "Dallas", "Dinastía" y "Hill Street Blues". Algunas de las muchas películas de televisión donde ha aparecido son "El profeta del mal", "La mujer en la cornisa", "Challenger" y "Escrúpulos".
Browne fue ofrecido en las películas "Losin ít" ,"Morir en el intento" y "Til There Was You". 
Sus créditos incluyen, en la radio, la voz de la Marvel Comics Spider-Man y los personajes de Biggs en el "Star Wars", la radio de serie de la National Public Radio. 
El actor ha aparecido en muchas producciones regionales, entre ellas, "Romeo y Julieta", "Gato en un Hot Tin Roof", "Dos caballeros de Verona", "Rey Lear", "El mercader de Venecia", "La colección zoológica de vidrio" y "L. caliente de Baltilmore".  También ha sido visto en muchos off-Broadway y off-off-Broadway producciones. 
También mantiene una faceta de escritor y compositor. También toca la guitarra y practica yoga. 

## Roles
- Days of your lives - Dr. Miles Berman (agosto de 2006-presente)
- One Life to Live - Sam Rappaport(1998–2001)
- Just for the Time Being - Plumber (2000)
- Til There Was You - Vince Dawkan (1997)
- Another world - 'Michael Hudson' (1986–1993, 1995–1998)
- All My Children - Dennis "Denny" Benton (1993)
- Bloodfist IV: Die Trying - 'Weiss' (1992)
- Challenger - Steven J. McAuliffe (1990)
- Losin' It - Larry (1983)
- Dynasty - Doctor (1981) (tres episodios)
- Knots Landing - Paul Fairgate (1981)
- Dallas - Actor (1980).